# Capilla de Nuestra Señora de la Cabeza (Évora)
La Capilla de Nuestra Señora de la Cabeza es un templo católico situado en el municipio de Évora, Portugal.

## Historia y características
Se desconoce la fecha de fundación de esta capilla, pero debería haber existido alrededor del siglo XVIII debido a su decoración de azulejos. La fachada está precedida por un porche de granito, roto por cinco arcos. Tiene un frente decorado con un panel de azulejos, representando a la Santísima Trinidad, flanqueado por cuatro coros de arcilla, un sol, una luna y otras esculturas de metal y está coronado por una cruz.
El interior tiene un techo de bóveda de cuna, completamente decorado con frescos, y las paredes están completamente cubiertas con azulejos azules y blancos de Policarpo de Oliveira. La capilla principal tiene forma cuadrangular, cubierta por una cúpula, también decorada con frescos. El retablo principal está hecho de tallas de madera dorada, centrado por una imagen de la Señora de la Cabeza. Actualmente sirve como capilla mortuoria.